# Antonino Amico
Antonino Amico (né à Messine en 1586  et mort à Palerme le  21 octobre 1641) est un prêtre, historien et écrivain sicilien, connu pour ses ouvrages sur l'histoire de la Sicile. Il était également chanoine du chapitre de la cathédrale de Palerme et historiographe du roi d’Espagne Philippe IV.

## Biographie
Antonino Amico est un spécialiste l'histoire de la Sicile antique. Il écrit sur ce sujet un grand nombre d’ouvrages, dont quelques-uns seulement sont imprimés : les autres se retrouvent, après sa mort, dans les deux bibliothèques du duc de Madonia et de monseigneur Jaime de Palafox y Cardona, archevêque de Palerme. On en trouve le catalogue à la fin de l’un de ses ouvrages imprimés, et dans la Bibliotheca Sicula d'Antonio Mongitore.
Antonino Amico meurt à Palerme en 1641, l’année qui suivit l’impression de ses quatre derniers ouvrages.

## Œuvres
Ses livres les plus connus sont :
- Trium orientalium latinorum ordinum, post captam a duce Gothofredo Hierusalem, etc., Notitiæ et Tabularia, Palerme, 1636, in-fol.
- Dissertatio historica et chronologica de antiquo urbis Syracusarum archiepiscopatu, etc., Naples, 1640, in-4°. Cette dissertation, relative aux discussions très-animées qui eurent lieu entre les trois églises de Syracuse, de Palerme et de Messine, pour savoir à laquelle avaient anciennement appartenu le titre et les droits de métropole, a été réimprimée, avec les dissertations contradictoires, dans le 7e volume du Thesaurus antiquitatum Siciliæ, Lugd. Batav., 1723, in-fol.
- Series ammiratorum insulæ Siciliæ, ab anno Dom. 842, usque ad 1640, Palerme, 1640, in-4°.
- De Messanensis prioratus atque hospitalis domus militum sancti Joannis Hierosolymitani origine, Palerme, 1640, in-4°.
- En espagnol : Chronologia de los Vireyes, presidentes, y de otras personas, que han governado el Reyno de Sicilia, despues que sus Reyes han dexado de morar y vivir en el, Palerme, 1640, in-4°.